# Пиян морков
Пиян морков е детска игра с топка, която се играе от трима или повече участници. Играта наподобява игра с подхвърляне с разликата, че има „пиян морков“, който се стреми да осуети успешното подаване.

## Правила на игра
След като се съберат минимум трима участници, се избира този с ролята на „пиян морков“. Извършва се чрез броенка, като например:
| „ | От небето до земята златна стълбичка виси. Цар, царица, принц, принцеса – кой избираш първо ти? Правичката си кажи и не ме лъжи! 1, 2, 3. Точно ти! | “ |

Децата се нареждат в кръг около „пияния морков“ и започват да си подават топка. „Пияният морков“ единствен има свободата да се движи между останалите играчи, като целта му е да хване топката. Ако успее, неговото място и роля заема играчът, направил несполучливия пас.

### Варианти
В различни варианти на играта топката може да се подава с ръце или с крака, отгоре или встрани на „пияния морков“, с позволено или не тупване на земята. Играчът „пиян морков“ може да е необходимо да хване топката или дори само да я докосне, за да бъде сменен. Броят на играчите в кръга също може да варира, особено когато общият брой играчи е по-голям.